# Patrocloides lapponicus
Patrocloides lapponicus är en stekelart som först beskrevs av Holmgren 1871.  Patrocloides lapponicus ingår i släktet Patrocloides och familjen brokparasitsteklar. Arten är reproducerande i Sverige. Inga underarter finns listade i Catalogue of Life.